# Henryk II niemodliński
Henryk (II) (ur. ok. 1374 roku, zmarł 22 grudnia 1394 roku) – tytularny książę niemodliński i strzelecki w latach 1382–1394.
Henryk był trzecim, przedostatnim pod względem starszeństwa synem księcia opolskiego Bolesława III i nieznanego pochodzenia Anny. O Henryku zachowało się niewiele wiadomości. Książę został przeznaczony do kariery duchownej i miał studiować na uniwersytecie w Bolonii. Według Jana Długosza Henryk zmarł podczas podróży powrotnej do Polski 22 grudnia 1394 roku. Miejsce pochowania nieznane.